# Anton Schuchbauer

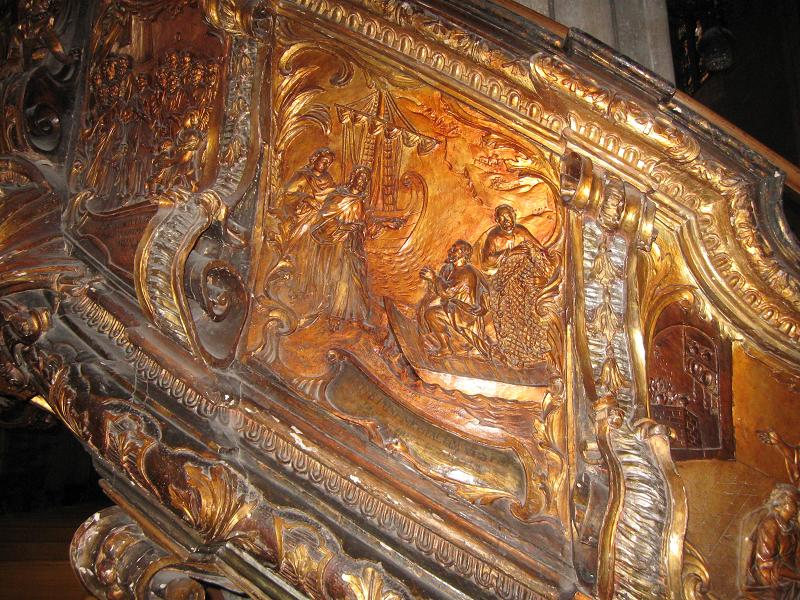
Amvonul Bisericii Sf. Mihail din Cluj
(detaliu)

Anton Schuchbauer (n. 1719, Austria – d. 1789), stabilit la Cluj din 1740, a fost un sculptor din Transilvania. Alături de Johannes Nachtigall se numără printre cei mai însemnați sculptori care au activat în Transilvania în perioada barocului.
Una din capodoperele sale artistice este amvonul Bisericii Sf. Mihail din Cluj.
Pentru Biserica Iezuiților din Sibiu (construită între anii 1726-1728) a executat monumentul funerar al generalului conte Otto Ferdinand von Abensperg und Traun (1677-1747), comandant militar al Transilvaniei între 1744-1747. Monumentul se află în dreapta altarului, este realizat din piatră și bronz, în tehnica altorelief și rondbos și reprezintă un cartuș dreptunghiular care conține inscripția comemorativă, deasupra căruia pe o coloană este plasat medalionul cu portretul defunctului, precum și blazonul familiei sale.
Altarul principal al Bisericii Romano-Catolice din Târgu-Mureș a fost realizat în 1755 de către Anton Schuchbauer și Johannes Nachtigall. Are dimensiuni monumentale și are o structură pseudo-arhitecturală cu coloane pereche ce sprijină un antablament frumos profilat și cu stucaturi poleite cu foiță de aur.
Tot el a realizat pentru Castelul Teleki din Comlod, pe fațada principală, blazoanele famililor Wesseleny și Dániel, reunite sub coroana care simbolizează unirea. Palatul a fost construit în 1756 de către Istvan Wesselenyi de Hadad (în română Hodod) care se căsătorise în 1742 cu Polixenia Danier la Vargyas (în română Varghis).
Anton Schuchbauer a realizat lucrările de sculptură la Palatul Bánffy din Cluj, început în 1774 și s-a finalizat în 1786. Sculpturile sale îi reprezintă, la stânga la dreapta, pe Hercule, Apolo, Marte, Minerva, Diana și Perseu, și sunt amplasate de o parte și de alta a blazonului familiei Banffy, realizat tot de el. Între statui sunt intercalate urne decorative executate tot de Anton Schuchbauer.
Castelul Haller din Coplean fusese construit inițial într-un stil baroc transilvănean. Decorația exterioară, de-a dreptul sculpturală, de la nivelul etajului, în stil rococo, a fost adăugată ulterior construcției și a fost realizată de Anton Schuchbauer.
La cererea guvernatorului Anton Kornis, în anul 1744, la finele ultimei mari epidemii de ciumă (1738-1740), Anton Schuchbauer a realizat Statuia Fecioarei Maria din Cluj (cunoscută și ca „Statuia Ciumei”), amplasată  în fața Bisericii Universității din Cluj (în prezent Biserica Piariștilor).

## Galerie

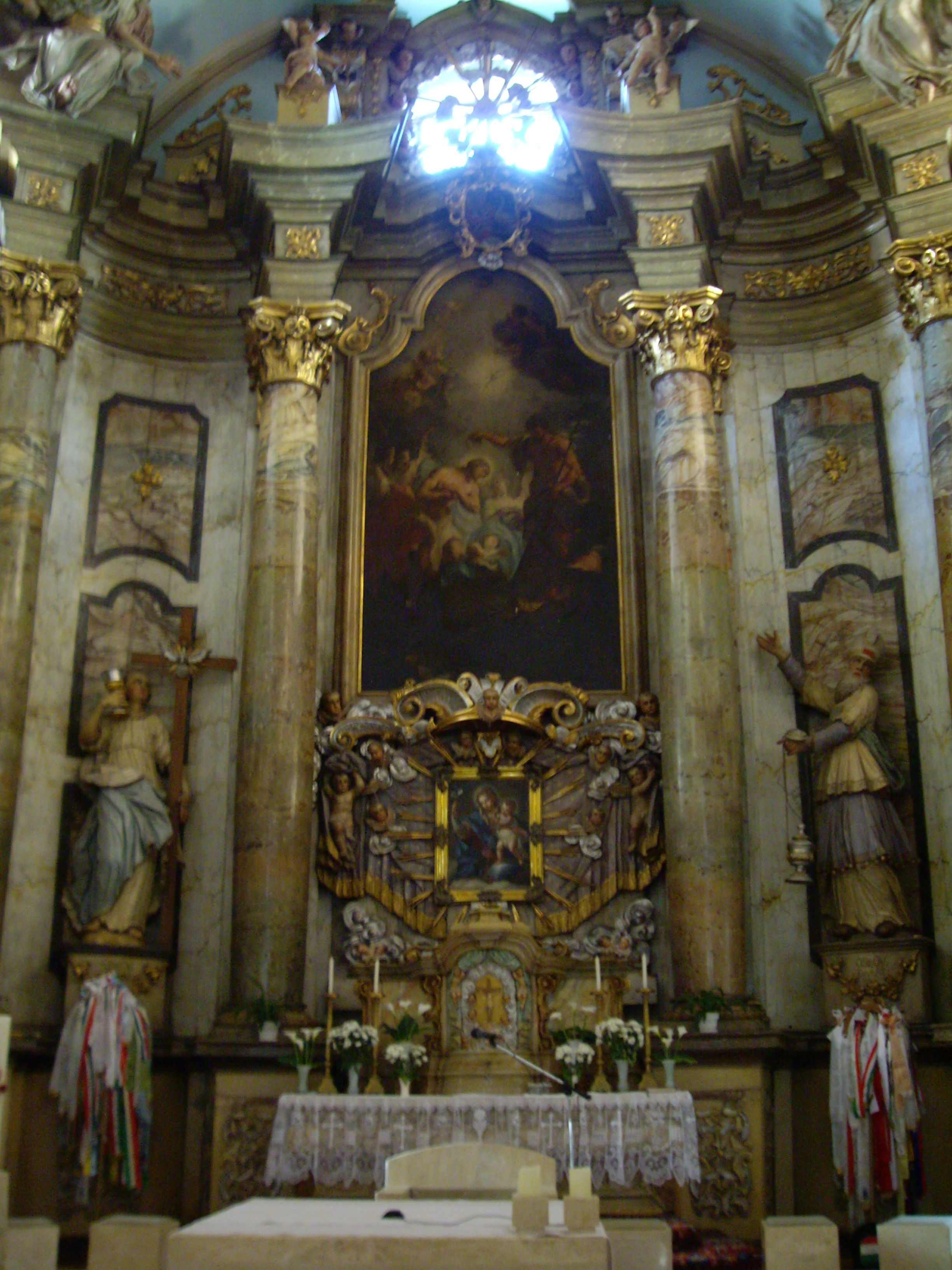
Altarul Bisericii Sf. Ioan Botezătorul din Târgu Mureș
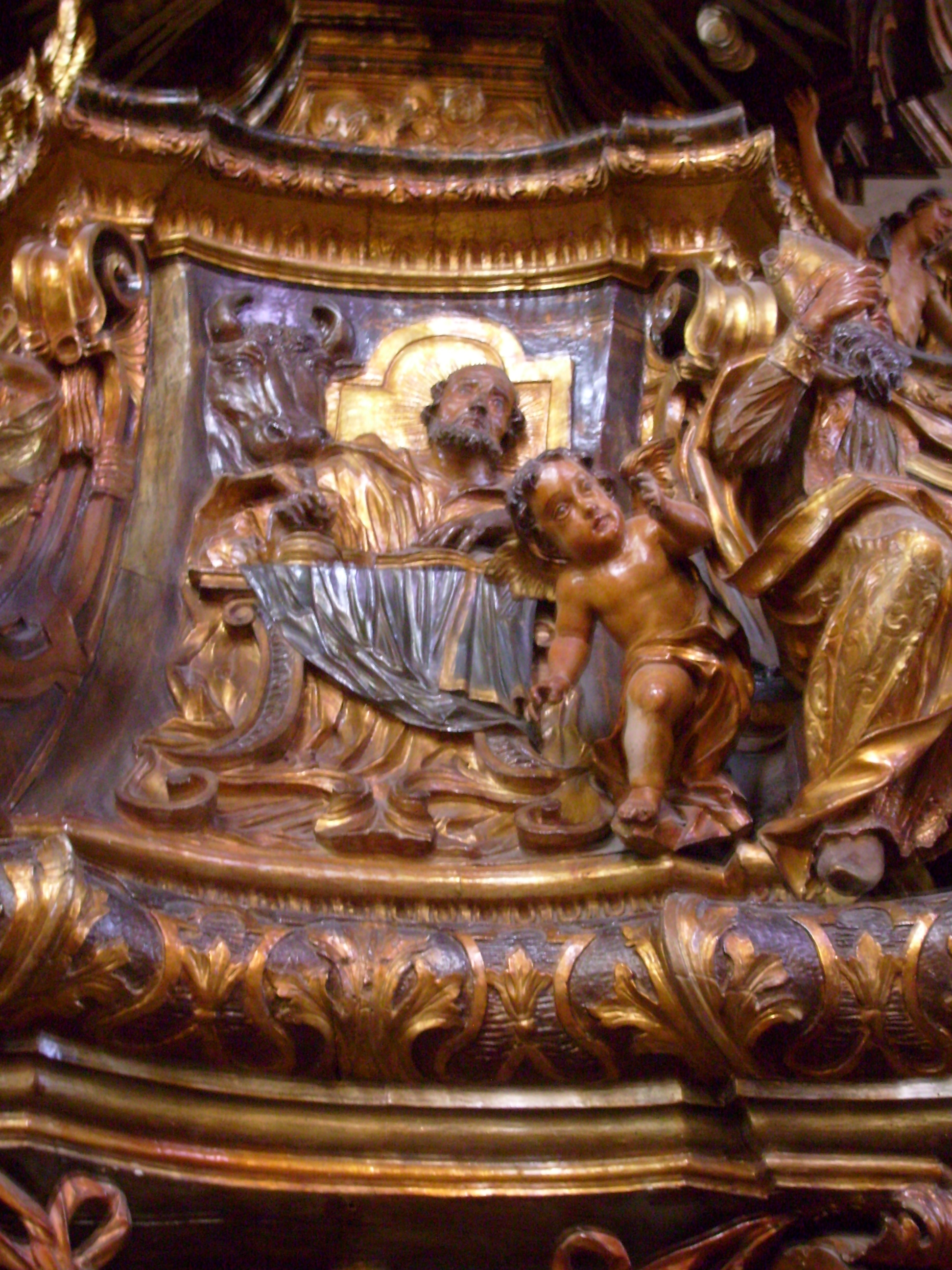
Evanghelistul Luca, amvonul Bisericii Sf. Mihail din Cluj
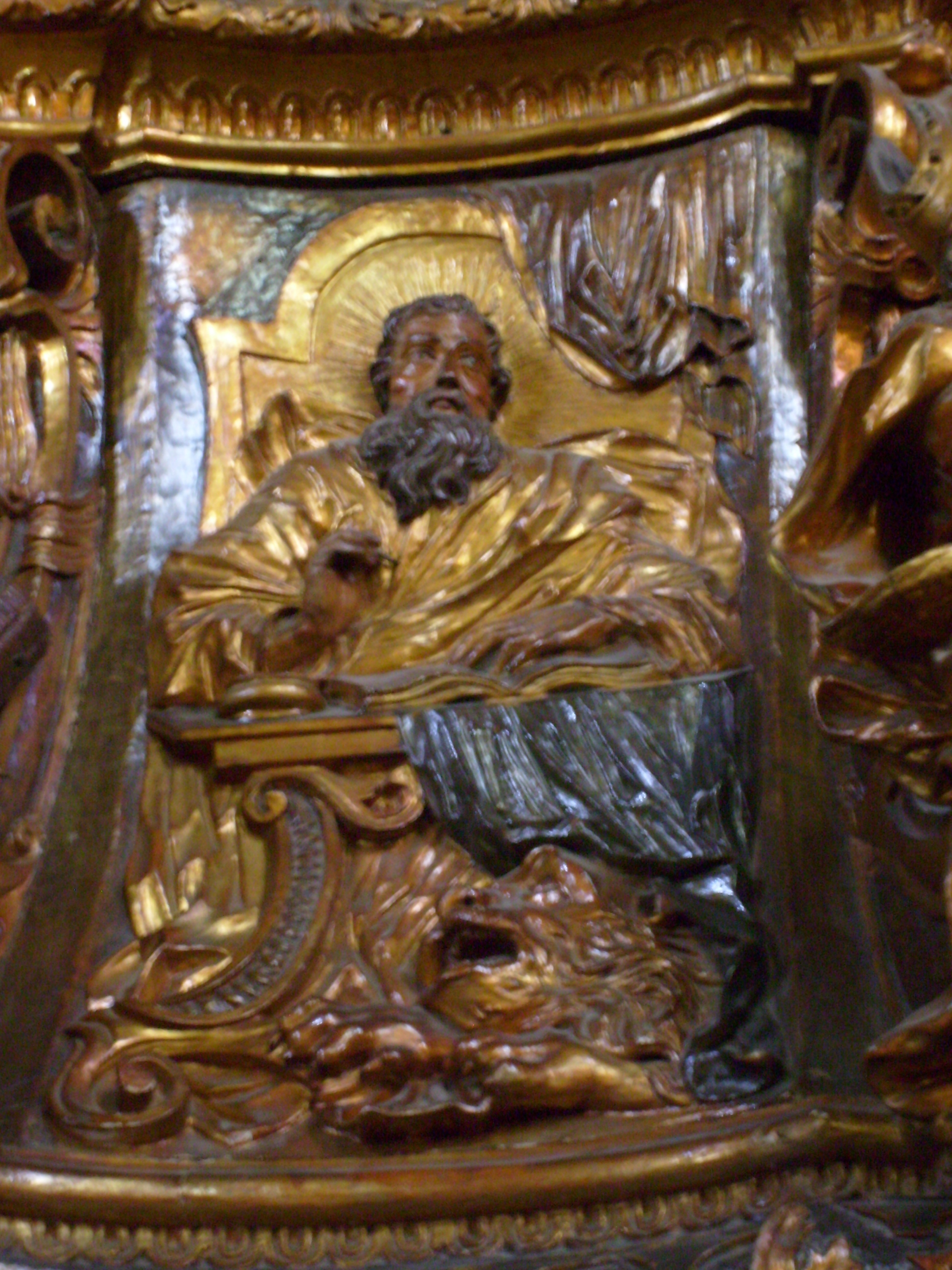
Evanghelistul Marcu, amvonul Bisericii Sf. Mihail din Cluj
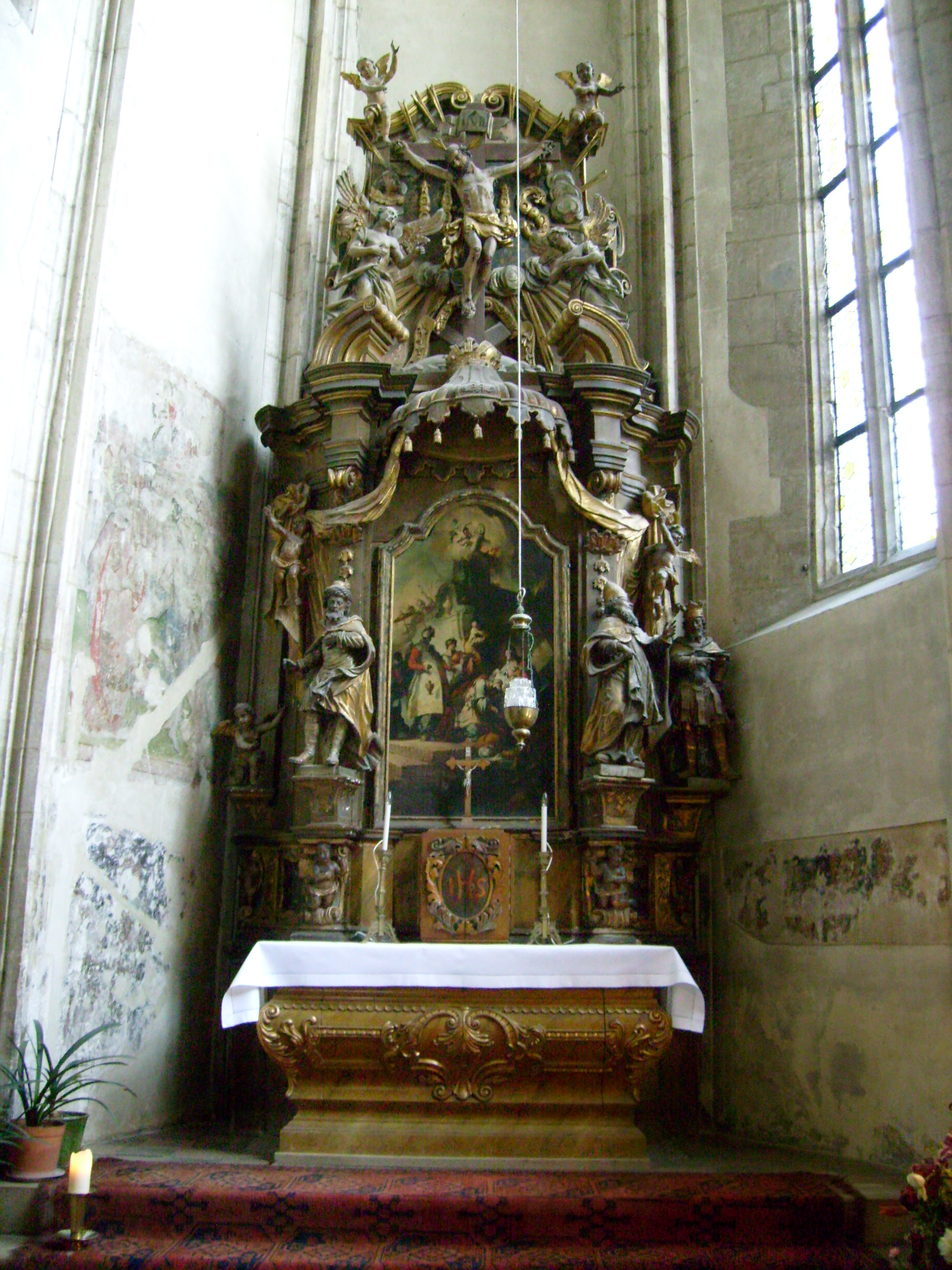
Altarul cu cei trei crai de la Răsărit, Biserica Sf. Mihail din Cluj
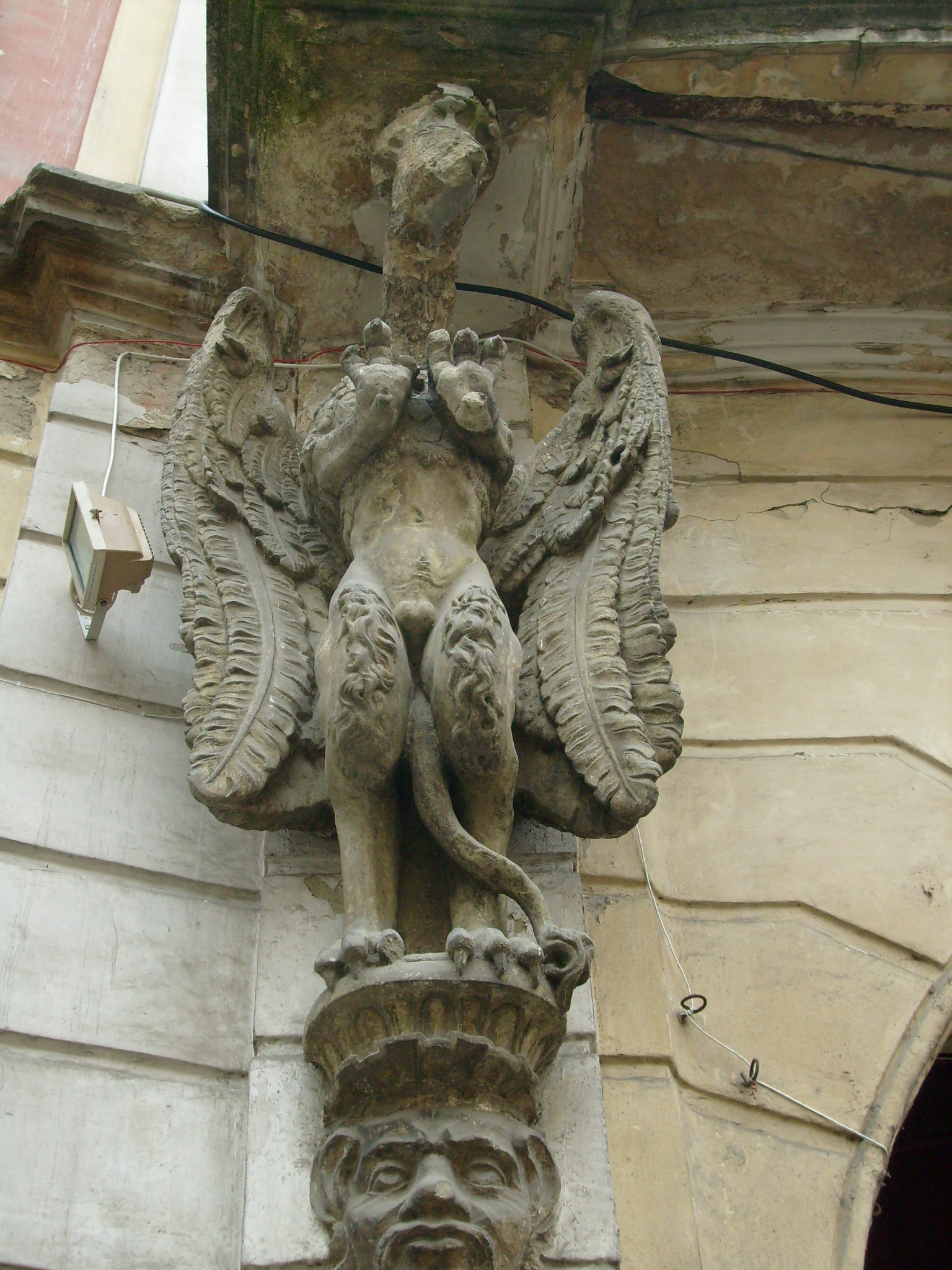
Grifon, Palatul Bánffy din Cluj
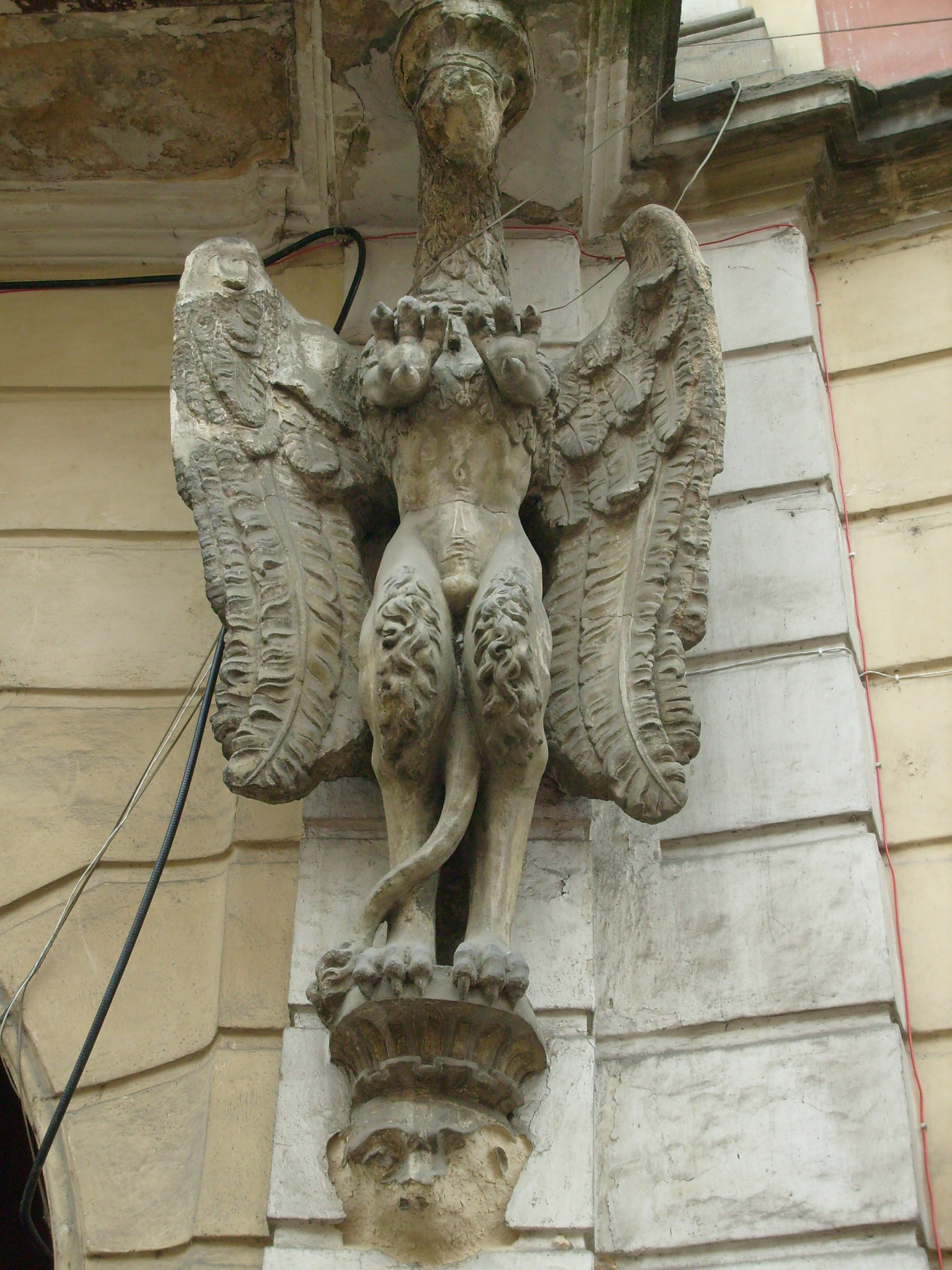
Grifon, Palatul Bánffy din Cluj